# Коллек, Тедди
Тедди (Теодор) Ко́ллек (венг. Kollek Teddy [Tivadar], ивр. טדי קולק‎; 27 мая 1911, Надьважонь, Австро-Венгрия — 2 января 2007, Иерусалим) — израильский общественный деятель, мэр Иерусалима в 1965—1993 годах.

## Биография
Родился в венгерской деревне Надьважонь в 120 км на запад от Будапешта, своё имя получил в честь Теодора Герцля. Вырос в Вене. В 1935 году семья переехала в Палестину. Вступил в партию МАПАЙ и стал приближённым и протеже Давида Бен-Гуриона.
В 1941—1952 годах работал в разведке и контрразведке.
В 1952—1965 годах работал в правительственном аппарате. В 1965 году вышел из МАПАЙ и вместе с Бен-Гурионом стал одним из основателей РАФИ.
В 1965 году был избран мэром Иерусалима. В 1967 году стал первым мэром объединённого города. При Коллеке Иерусалим превратился в современный город и его население выросло в 3 раза, и, таким образом, он стал самым крупным городом Израиля, обогнав Тель-Авив. За свою деятельность на благо Иерусалима и Израиля он был удостоен Премии Израиля, а также Премии гуманизма «Вераейти». В 1992 году получил звание Почётного доктора Йельского университета. В 1993 году проиграл выборы Эхуду Ольмерту, после чего ушёл на пенсию, но продолжал активно участвовать в разных мероприятиях, посвящённых городу.
Скончался 2 января 2007 года. Похоронен на горе Герцля в Иерусалиме.
По данным, опубликованным английской службой контрразведки MI5 в начале 2007 года, Тедди Коллек сотрудничал с британской контрразведкой под кодовым именем «Скорпион», передавая ей информацию о деятельности еврейских подпольных организаций «Эцель» и «Лехи». Передача информации, позволившей британским колониальным властям арестовать многих членов этих организаций, осуществлялась с одобрения дирекции Еврейского агентства.